# 北の映像ミュージアム
北の映像ミュージアム（きたのえいぞうミュージアム）は、北海道札幌市中央区にあった特定非営利活動法人及び同法人が運営していたミュージアム。

## 法人
北海道新聞記者出身の映画評論家・竹岡和田男を中心に北海道を舞台とする劇映画やドキュメンタリー、テレビドラマなどの映像作品を保存・展示する映像ミュージアムの設立が呼びかけられ、2001年8月に「竹岡和田男コレクション設立期成会」が発足した。そして2001年秋に任意団体「北の映像ミュージアム推進協議会」が設立され、2003年6月に「NPO法人北の映像ミュージアム推進協議会」となった。
2015年3月15日に「NPO法人北の映像ミュージアム」に名称を変更した。
2023年3月30日、臨時総会で解散。

## 施設
2011年9月、旧さっぽろ芸術文化の館1階に「北の映像ミュージアム」を開館した。
しかし、さっぽろ芸術文化の館が解体されることになり、2018年5月31日に同館1階のホテルさっぽろ芸文館内にあったミュージアムは閉館。来館者数は延べ6万5805人だった。
2018年11月1日に札幌市中央区の大友ビル8階にオフィスを移転した。
休館後、2023年3月30日の法人解散によりそのまま閉館となった。